# Ach. Brito

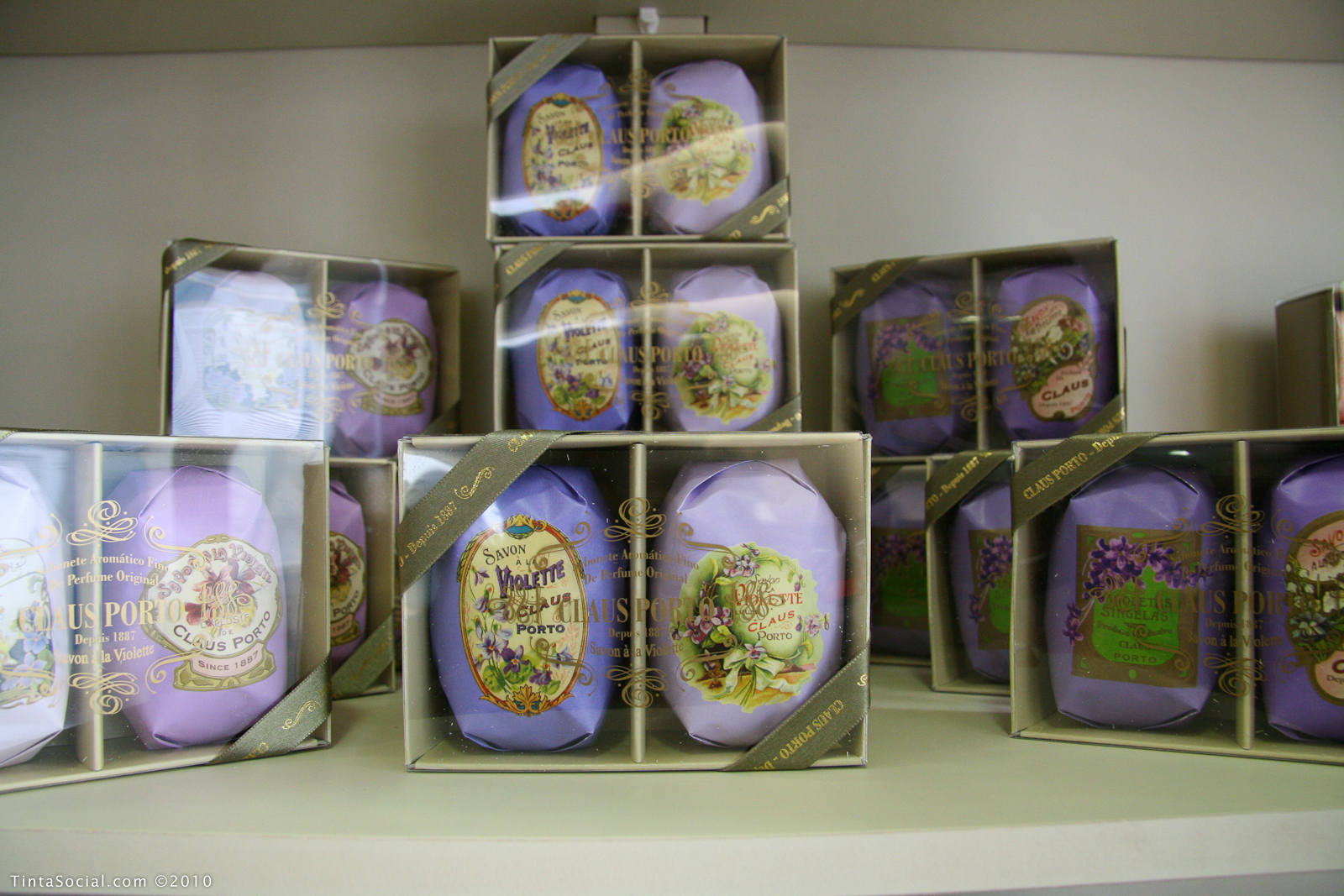
Claus Porto (Ach. Brito)

Ach Brito & Ca., SA là một công ty của Bồ Đào Nha sản xuất xà phòng, muối tắm và nến thơm, cùng các sản phẩm mỹ phẩm khác. Nó có trụ sở tại Fajozes, Vila do Conde.

## Lịch sử
Ach. Brito được thành lập bởi Ferdinand Claus và Georges Ph. Schweder, hai người Đức đã chọn định cư ở Bồ Đào Nha. Vào năm 1887, họ đã thành lập, Claus & Schweder, nhà máy sản xuất nước hoa và xà phòng đầu tiên. Các sản phẩm được bán dưới thương hiệu "FPC - Fábrica de Produtos Chimicos Claus & Schweder, Sucrs".

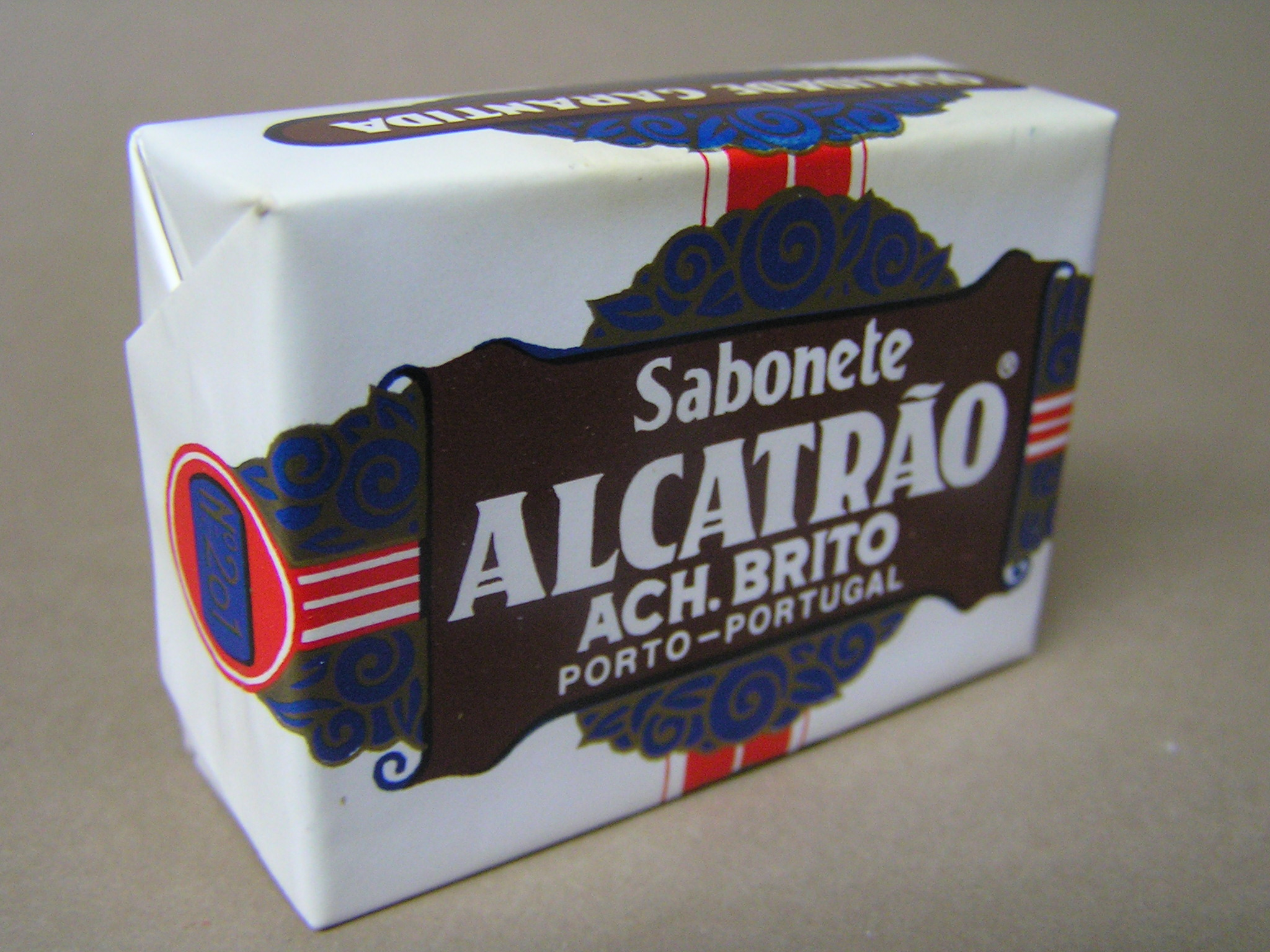
Sabonete Alcatrão, một trong những sản phẩm đầu tiên của Ach. Brito